# Ananda Mahidol
Ananda Mahidol (taj. อานันทมหิดล; ur. 20 września 1925 w Heidelbergu, zm. 9 czerwca 1946 w Bangkoku) – król Tajlandii (1935–1946), znany również jako Rama VIII.
Był ósmym władcą Tajlandii z dynastii Chakrii. Tron objął po wuju Pradhipoku (Ramie VII) mając 10 lat, będąc uczniem szkoły w Szwajcarii.
9 czerwca 1946 został znaleziony martwy we własnym łóżku; przyczyną śmierci była rana postrzałowa. Zdarzenie nie zostało w pełni wyjaśnione, a kontrowersje co do okoliczności śmierci króla stały się przyczyną osłabienia cywilnego rządu konstytucyjnego i przyśpieszyły powrót rządów wojskowych w Tajlandii.